# Ligue centrale de hockey
Pour les articles homonymes, voir Ligue centrale de hockey (homonymie) et CHL.
La Ligue centrale de hockey (en anglais, Central Hockey League ou CHL) est une ligue professionnelle de hockey sur glace qui existe de 1992 à 2014.

## Historique
La ligue actuelle est composée de sa création à 2010 de deux conférences, elles-mêmes divisées en deux divisions. Les franchises de la LCH peuvent être affiliées à des équipes de la Ligue nationale de hockey ou de la Ligue américaine de hockey. Les équipes luttent alors pour la coupe du président Ray-Miron du nom du cofondateur de la ligue.
En 2010, la LCH annonce une fusion avec la Ligue internationale de hockey. La ligue conserve alors le nom de Ligue centrale de hockey et absorbe quatre équipes de la LIH : les Prairie Thunder de Bloomington, les Gems de Dayton, les Komets de Fort Wayne et les Mallards de Quad City. Les conférences de la ligue sont alors remaniées et des trophées sont désormais remis à l'équipe championne de sa conférence.
Chacune des quatorze équipes dispute 66 rencontres en saison régulière et les huit meilleures prennent part aux séries éliminatoires.
Le 10 janvier 2012, la LCH inaugure son temple de la renommée. Les premiers membres intronisés sont Joe Burton, meilleur buteur de l'histoire de la ligue ; Rick Kozuback, cofondateur de la ligue et Brad Treliving, président de 2001 à 2007.
Le 8 mars 2013, la LCH annonce la venue d'une équipe d'expansion à Brampton en Ontario à partir de la saison 2013-2014. L'équipe, qui se nomme le Beast de Brampton, est la première équipe canadienne à intégrer la LCH.
Avant le début de la saison 2014-2015, alors qu'il ne reste que dix équipes, le Chill de Saint Charles met fin à ses activités. Les Sundogs de l'Arizona ainsi que les Cutthroats de Denver annoncent ensuite qu'ils ne joueront pas la saison. Les sept équipes restantes (les Americans d'Allen, le Beast de Brampton, les Mavericks du Missouri, les Mallards de Quad City, le Rush de Rapid City, les Oilers de Tulsa et le Thunder de Wichita) rejoignent l'ECHL lors de la saison 2014-2015, signifiant ainsi la fin de la LCH.

## Champions
Cette liste présente ci-dessous les équipes ayant remporté la coupe du président Ray-Miron, remise à l'équipe ayant remporté les séries éliminatoires de la LCH.
- 1992-1993 : Oilers de Tulsa
- 1993-1994 : Thunder de Wichita
- 1994-1995 : Thunder de Wichita
- 1995-1996 : Blazers d'Oklahoma City
- 1996-1997 : Fire de Fort Worth
- 1997-1998 : Cottonmouths de Columbus
- 1998-1999 : Channel Cats de Huntsville
- 1999-2000 : Ice d'Indianapolis
- 2000-2001 : Blazers d'Oklahoma City
- 2001-2002 : RiverKings de Memphis
- 2002-2003 : RiverKings de Memphis
- 2003-2004 : Bucks de Laredo
- 2004-2005 : Eagles du Colorado
- 2005-2006 : Bucks de Laredo
- 2006-2007 : Eagles du Colorado
- 2007-2008 : Sundogs de l'Arizona
- 2008-2009 : Brahmas du Texas
- 2009-2010 : Rush de Rapid City
- 2010-2011 : Mudbugs de Bossier-Shreveport
- 2011-2012 : Komets de Fort Wayne
- 2012-2013 : Americans d'Allen
- 2013-2014 : Americans d'Allen

## Équipes
- Americans d'Allen (2009-2014)
- Gorillas d'Amarillo (anciennement les Rattlers d'Amarillo, 2001-2010)
- Sundogs de l'Arizona (2006-2014)
- Ice Bats d'Austin (2001-2008)
- Prairie Thunder de Bloomington (2010-2011)
- Blaze de Bloomington (2011-2013)
- Bandits de Border City (2000-2001)
- Mudbugs de Bossier-Shreveport (2001-2011)
- Beast de Brampton (2013-2014)
- Eagles du Colorado (2003-2011)
- Cottonmouths de Columbus (1996-2001)
- IceRays de Corpus Christi (2001-2010)
- Freeze de Dallas (1992-1995)
- Gems de Dayton (2010-2012)
- Cutthroats de Denver (2012-2014)
- Buzzards d'El Paso (2001-2003)
- IceMen d'Evansville (2010-2012)
- Force de Fayetteville (1997-2001)
- Komets de Fort Wayne (2010-2012)
- Brahmas de Fort Worth (2001-2006, 2007-2013)
- Fire de Fort Worth (1992-1999)
- Channel Cats de Huntsville (1996-2000)
- Ice d'Indianapolis (1999-2004)
- Cotton Kings de Lubbock (2001-2007)
- Bucks de Laredo (2002-2012)
- Whoopee de Macon (1996-2001)
- RiverKings du Mississippi (1992-2011)
- Mavericks du Missouri (2009-2014)
- Ice Flyers de Nashville (anciennement les Nighthawks de Nashville, 1996-1998)
- Scorpions du Nouveau-Mexique (2001-2009)
- Jackalopes d'Odessa (2001-2011)
- Blazers d'Oklahoma City (1992-2009)
- Mallards de Quad City (2010-2014)
- Killer Bees de la vallée du Rio Grande (2003-2012)
- Rage de Rocky Mountain (2006-2009)
- Rush de Rapid City (2008-2014)
- Chill de Saint Charles (2013-2014)
- Saints de San Angelo (anciennement les Outlaws de San Angelo, 2001-2005)
- Iguanas de San Antonio (1994-1997, 1998-2002)
- ScareCrows de Topeka (1998-2001)
- Tarentulas de Topeka (2004-2005)
- Oilers de Tulsa (1992-2014)
- Thunder de Wichita (1992-2014)
- SteelHounds de Youngstown (2005-2008)